# Semiothisa isospila
Semiothisa isospila är en fjärilsart som beskrevs av Edward Meyrick 1889. Semiothisa isospila ingår i släktet Semiothisa och familjen mätare. Inga underarter finns listade i Catalogue of Life.